# HMS Stonecrop (K142)
«Стоункроп» (англ. HMS Stonecrop (K142) — військовий корабель, корвет типу «Флавер» Королівського військово-морського флоту Великої Британії та ВМС США за часів Другої світової війни.
Корвет «Стоункроп» був закладений 27 вересня 1941 року на верфі компанії Smith's Dock Company у Мідлсбро. 30 липня 1942 року він був спущений на воду, а 30 листопада 1942 року увійшов до складу Королівських ВМС Великої Британії.
Корабель брав активну участь у бойових діях на морі в Другій світовій війні, бився у Північній Атлантиці, біля берегів Франції, Англії, супроводжував атлантичні конвої. В ході війни служив у ескортних групах супроводу транспортних конвоїв. 2 квітня 1943 року у взаємодії з шлюпом «Блек Свон» потопив німецький ПЧ U-124. 30 серпня 1943 року, супроводжуючи конвой SL 135, разом із шлюпом типу «Біттерн» «Сторк» потопив U-634 у північній Атлантиці на схід від Азорських островів.
Після Другої світової війни проданий комерційному флоту.
За проявлену мужність та стійкість у боях бойовий корабель заохочений двома бойовими відзнаками.